# Az ember, akit Ovénak hívnak (film)
Az ember, akit Ovénak hívnak (eredeti cím: En man som heter Ove) 2015-ben bemutatott svéd filmvígjáték-dráma, amelyet Hannes Holm írt és rendezett, Fredrik Backman svéd író azonos című regénye alapján. A főbb szerepekben Rolf Lassgård, Bahar Pars, Filip Berg és Ida Engvoll látható.
Svédországban 2015. december 25-én, Magyarországon 2016. július 7-én mutatták be mozikban. Pozitív kritikákat kapott, a 89. Oscar-gálán három kategóriában jelölték díjakra.
A regény és a film amerikai feldolgozását 2022-ben mutatták be Az ember, akit Ottónak hívnak címmel.

## Cselekmény
Ove utálja az irodai dolgozókat és hivatalnokokat, alkudozni próbál a hipermarketekben, mindenhol ingyenélőket és balfékeket vél látni.
Amikor a felesége halála után korkedvezményes nyugdíjba küldik, elhatározza, hogy öngyilkos lesz. Ekkor kezdődnek a bajok. Amikor kirúgná maga alatt a sámlit, az új szomszédja beletolat a postaládájába. Ekkor ismerkedik meg a mentőangyalával, egy iráni származású anyukával. A nő azonnal rájön: csak a hasznos tennivalók és nemes cselekedetek tartják életben a bácsit, aki – a társas interakciókat leszámítva – kitűnően megállja a helyét bárhol.

## Szereplők
| Színész            | Szerep       | Magyar hang     |
| ------------------ | ------------ | --------------- |
| Rolf Lassgård      | Ove          | Ujréti László   |
| Filip Berg         | Ove fiatalon | Szatory Dávid   |
| Bahar Pars         | Parvaneh     | Szilágyi Csenge |
| Ida Engvoll        | Sonja        | Lovas Rozi      |
| Tobias Almborg     | Patrik       | Makranczi Zalán |
| Klas Wiljergård    | Jimmy        | Szvetlov Balázs |
| Chatarina Larsson  | Anita        | Hámori Ildikó   |
| Börje Lundberg     | Rune         | Imre István     |
| Stefan Gödicke     | Ove apja     | Laklóth Aladár  |
| Johan Widerberg    | Fehér inges  | Kaszás Gergő    |
| Anna-Lena Bergelin | Lena         | Németh Kriszta  |

## Fordítás
- Ez a szócikk részben vagy egészben  az   A Man Called Ove (film) című angol Wikipédia-szócikk fordításán alapul.  Az eredeti cikk szerkesztőit annak laptörténete sorolja fel. Ez a jelzés csupán a megfogalmazás eredetét és a szerzői jogokat jelzi, nem szolgál a cikkben szereplő információk forrásmegjelöléseként.